# Ricula z Kentu
Ricula (VI wiek) – córka Eormenrica i siostra Ethelberta, królów Kentu. Była żoną Sledda króla Essexu oraz matką Saeberta i Seksbalda. Informacje o niej pochodzą z dzieła Bedy Czcigodnego.